# Станіслав Бжозовський
Стані́слав Лео́польд Бжозо́вський (пол. Stanisław Leopold Brzozowski), псевдонім «Adam Czepiel» (29 червня 1876, Мазірня (Холмський повіт), Королівство Конґресове —†30 квітня 1911, Королівство Італія) — польський письменник, літературний критик, філософ.

## Життєпис
Народився в хуторі Мазірня Холмського повіту в збіднілій шляхетській родині гербу Беліна. В дитинстві Станіслав навчався у приватних вчителів. У 1896 році він почав навчання на природничому факультеті Варшавського університету, якого не закінчив, позаяк був виключений з університету за співорганізацію протесту проти відкриття пам'ятника Михайлові Муравйову у Вільнюсі. Короткий час був провідником студентської організації «Братська допомога». Перебуваючи на цій посаді, він розкрадав гроші з каси організації, за що був засуджений судом колег до виключення з молодіжних організацій та позбавлення соціяльних прав. За діяльність у нелегальному просвітницькому товаристві потрапив до царської в'язниці. Там він захворів на туберкульоз, з яким боровся до кінця життя. Перебуваючи в санаторії в Отвоцьку, він познайомився зі своєю майбутньою дружиною Антоніною Кольберґ (1872–1950) — на прізвисько «Антоніова», донькою Антонія Кольберґа (художника) та Кароліни Матильди Ґаллаке (1841–1900). У 1908 році Володимир Бурцевий звинуватив його у співпраці з Охраною — царською політичною поліцією. Бжозовського від звинувачення захищали, зокрема: Кароль Іжиковський, Остап Ортвін і Вацлав Налковський, Едмунд Шаліт і його дружина Антоніна. Власним коштом вони видали брошуру під назвою  «Lemiesz i szpada przed sądem publicznym» (Леміш і шпада на громадському суді). Справа залишилася нерозкритою. Через погіршення стану здоров'я Бжозовський виїхав назавжди за кордон. Помер 30 квітня 1911 року у Флоренції. Він похований на кладовищі Треспіано там же.

## Творчість
Філософія формувалася під впливом діяльності Фіхте, Маркса, Ніцше, Сореля і Канта. Він виступав проти позитивізму і утилітаризму. У своїх філософських працях («Філософія дії», 1903 рік; «Ідеї. Введення в філософію історичної зрілості», 1910 рік) намагався поєднати ідеї марксизму з католицизмом.
Автор праць «Сучасний польський роман» (1906 рік), «Сучасна польська літературна критика» (1907 рік), «Легенда Молодої Польщі» (1909 рік), що мали вплив на розвиток польської громадської думки.
У романі «Полум'я» у 2-х томах (1908 рік), де зображені народовольці, написано у формі ліричних спогадів колишнього народовольця поляка Міхала Канівського. На історичну тематику написано роман «Діброва» (1911 рік).